# Vương Thần
Vương Thần (tiếng Trung: 王晨; bính âm: Wáng Chén; sinh tháng 12 năm 1950) là nhà báo và chính khách nước Cộng hòa Nhân dân Trung Hoa. Ông hiện là Ủy viên Bộ Chính trị, Phó Ủy viên trưởng Ủy ban Thường vụ Đại hội Đại biểu Nhân dân Toàn quốc khóa XIII. Ông từng là Chủ nhiệm Văn phòng Thông tin Quốc vụ viện từ năm 2008 đến năm 2013 và Phó Ủy viên trưởng kiêm Tổng Thư ký Ủy ban Thường vụ Đại hội Đại biểu Nhân dân Toàn quốc khóa XII.

## Tiểu sử
Vương Thần sinh năm 1950 tại Bắc Kinh. Ông phục vụ hãng thông tấn Quang Minh nhật báo trong nhiều năm và nhậm chức tổng biên tập báo này năm 1995. Tháng 6 năm 2000, ông được bổ nhiệm làm Phó Trưởng Ban Tuyên truyền Trung ương. Tháng 8 năm 2001, ông được bổ nhiệm giữ chức Tổng biên tập Nhân dân Nhật báo. Tháng 10 năm 2001, ông trở thành Phó Chủ tịch Hiệp hội nhà báo toàn quốc Trung Hoa. Ông cũng được thăng chức làm Tổng Giám đốc Nhân dân Nhật báo. Tháng 3 năm 2003, Vương Thần nhậm chức Chủ tịch Hiệp hội ngành báo chí Trung Quốc. Từ năm 2008 đến năm 2013, ông giữ cương vị Chủ nhiệm Văn phòng Thông tin Quốc vụ viện. Tháng 5 năm 2011, ông được bổ nhiệm Chủ nhiệm Văn phòng Thông tin Internet Nhà nước mới thành lập trực thuộc Văn phòng Thông tin Quốc vụ viện.
Ông là Ủy viên Bộ Chính trị Đảng Cộng sản Trung Quốc khóa XIX. Ông cũng là Ủy viên Ban Chấp hành Trung ương các khóa XVI, XVII, XVIII, XIX và Ủy viên Ủy ban Toàn quốc Hội nghị Hiệp thương Chính trị Nhân dân Trung Quốc khóa IX (1998-2003).